# James Todd Graves
James Todd Graves, ameriški podčastnik in športni strelec, * 27. marec 1963, Ruston, Los Angeles.
Graves je sodeloval na poletnih olimpijskih igrah leta 1992, leta 1996, leta 2000 in leta 2004 (strelstvo, skeet).
Je član U.S. Army Marksmanship Unit.
Leta 2002 je osvojil še svetovni pokal v strelstvu (skeet).